# エサレン協会

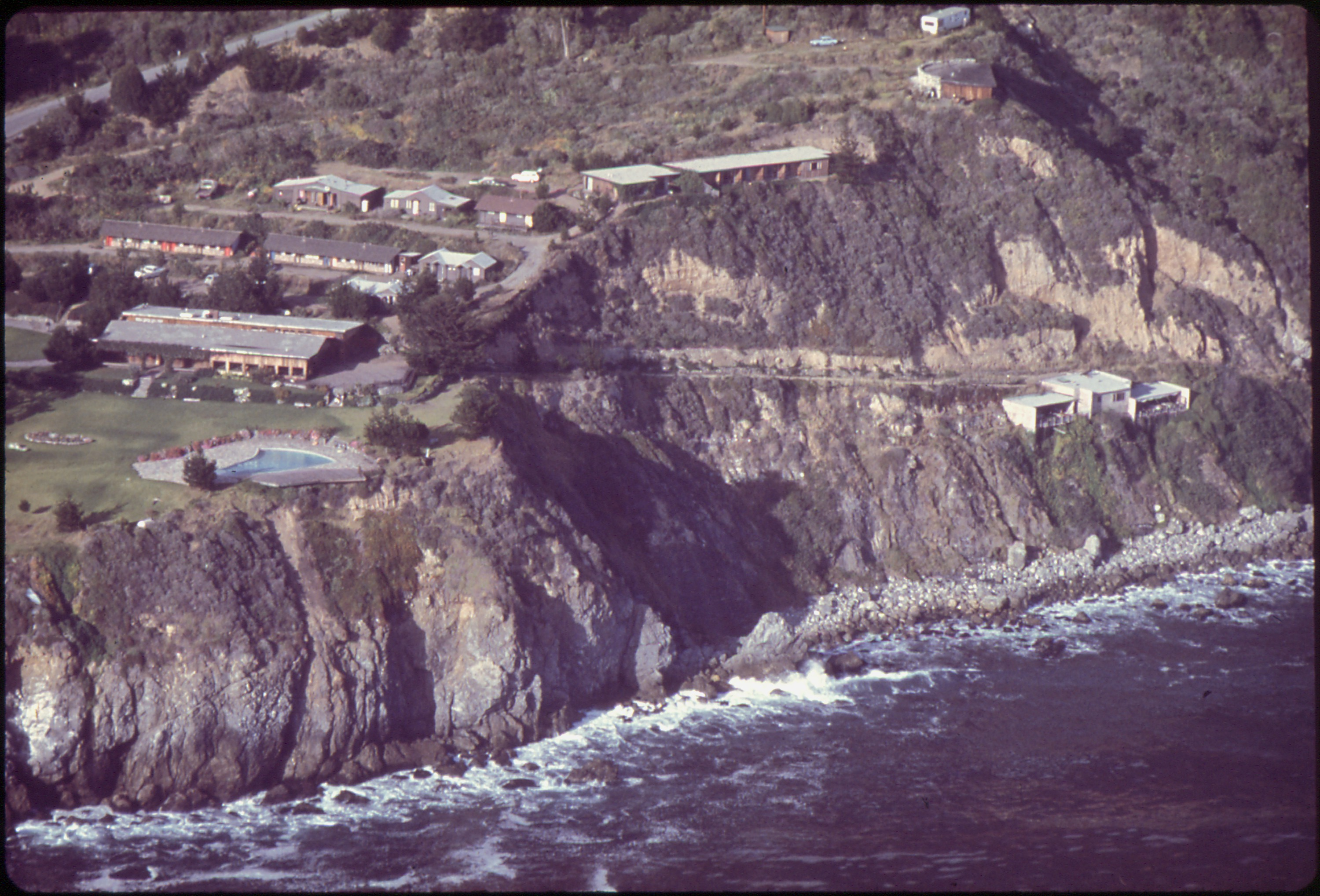
エサレン協会、1972年

エサレン協会（エサレンきょうかい、英: Esalen Institute、通称: Esalen）は、アメリカの非営利的リトリート施設であり、オルタナティブな人間性教育に取り組んでいるカリフォルニア州ビッグサーのインテンショナル・コミュニティ（意図を持った共同体）である。ビッグサー温泉とも呼ばれていた。エサレンという名称はアメリカ先住民の一部族名にちなんだもので、その部族の聖地とされる場所は当協会の敷地に所在している（→エセレン族）。人口は白人が大部分を占め、高い教育を受けた人が多い。海野弘は、ある特定の時期に不思議な人々が集まってきた特別な場所としてアスコナのモンテ・ヴェリタになぞらえている。
この協会は、1960年代に始まったヒューマン・ポテンシャル運動における最大規模の「成長センター」であり、最も重要な役割を果たした。エサレンの集団感受性訓練グループの革新的な利用、心身相関性への傾注や、現在も継続中のかれらの個人的意識における実験は、後に主流となる多くのアイデアを提起した。
エサレンはスタンフォード大学の卒業生マイケル・マーフィーとリチャード・“ディック”・プライスによって1962年に設立された。かれらの意図は、オルダス・ハクスリーが「人間の可能性」（潜在能力）と表現した人間意識のオルタナティブな手法を確認することであった。それからの数年間でエサレンは、東洋の宗教・哲学から代替医療や心身介入療法、ゲシュタルト療法に至るまでの、ニューエイジ運動を構成する諸実践と諸信念の施設となった。エンカウンターグループ、ゲシュタルト療法、ボディワークの3つは、エサレンで開発された要素の中心であり、1960年代という時代と深く結びついている。これらは、20世紀初頭ヨーロッパから大戦を逃れてアメリカに来た人々によって持ち込まれた文化・研究を源とする。エンカウンターという言葉は現在のプログラムのタイトルには見られず、ボディワークが中心になっている。
2016年まで、エサレンは自己啓発、瞑想、マッサージ、ゲシュタルト療法、ヨーガ、心理学、エコロジー、スピリチュアリティ、有機食品といった諸分野において、年間500以上のワークショップを提供した。2016年にはおよそ15000人がそれらのワークショップに参加した。

## 歴史

### 前史
エサレンはスタンフォード大学の卒業生マイケル・マーフィー (著作家)とディック・プライスによって1962年に設立された。二人は豊かな家の出で、マスコミがビート世代と呼ぶサブカルチャーに親しんでいた。二人とも心理学科の卒業生で、出会った時には世間をドロップアウトし、瞑想をしながら東洋の宗教を学んでいた。

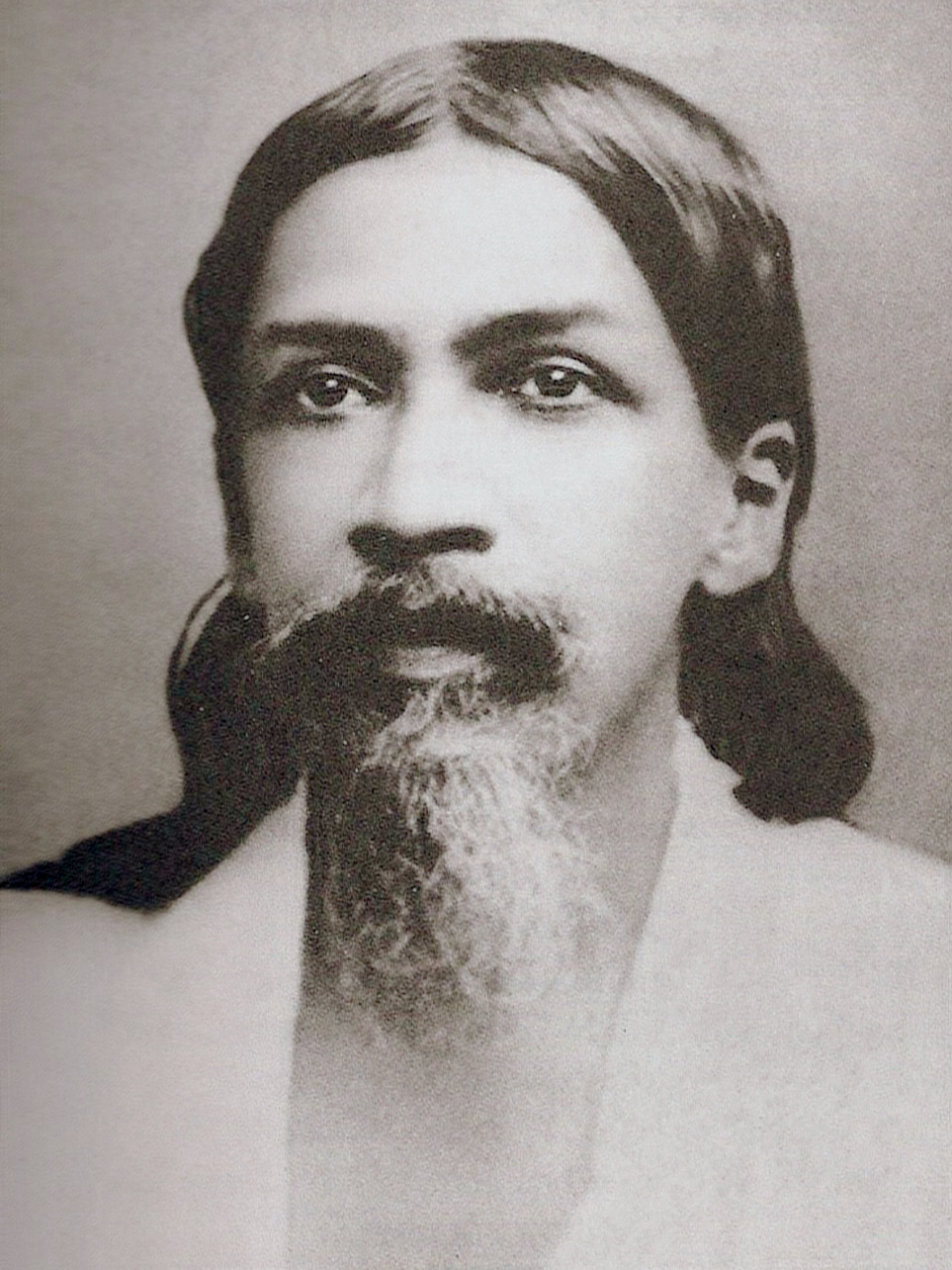
オロビンド・ゴーシュ（弟子たちはシュリー・オロビンドと呼ぶ）

マーフィーは大学で医学部に在籍していたが、大学2年時に偶然アジア研究者フレデリック・スピーゲルバーグのバラモン教の讃歌に関する講義を受け、その壮大さに強い感銘を受け、ものの見方が一変した。さらに哲学とオーロビンドの思想に関する小さく閉鎖的な討論グループに参加し、ある日医学への興味を失ったことに気づき、精神探求の道を進むことを決意した。瞑想を行い、内面の沈黙と精神の集中という瞑想時の精神状態が、ゴルフをしている時と同じであることに気付いた。卒業後徴兵され、軍務の傍らアメリカの先験論者、ドイツ観念論、キリスト教神秘主義、仏教、ヒンドゥー教、ルドルフ・シュタイナーの神智学の本を読み、オロビンド・ゴーシュの思想の展開、テイヤール・ド・シャルダンの科学を取り入れたキリスト教神学思想の理解に努めた。オロビンドは、マーフィーの人生哲学に最も影響を与えた人物である。軍務の後スタンフォード大学大学院に入ったが、徐々に日常生活に圧迫感を覚えるようになり、神経衰弱に近い状態になり、1956年に大学院をやめ、ヨーロッパを旅し、スコットランドでゴルフを楽しみ、インドに渡りオロビンドのアシュラムに入った。16か月後に将来への展望もないままインドを去り、アメリカに戻った。のちに最初の小説となるゴルフをするグルについての幻想的な物語『王国のゴルフ』（Golf in the Kingdom、1971年）の概略を作り、2年間読書と執筆と瞑想と旅行に明け暮れた。
プライスは大学生の頃精神分析家を目指していた。指導教官はグレゴリー・ベイトソンだった。大学の心理学科の講義は厳密で科学的、権威主義的であると感じて満足できず、講義を批判して成績も低迷し、徐々に精神が不安定になり、生活を立て直そうと軍隊に入った。夜間勤務のスケジュールになった時に、スタンフォード大学に聴講に行き、スピーゲルバーグの講義を受け、初めて宗教に興味を持ち、講義で紹介されたヴェーダーンダ協会で講座を持つヨーガ行者に会って感銘を受けた。スピーゲルバーグが設立したアジア研究所（American Academy of Asian Studies）の講義を受け、そこには研究所のスターだった哲学者・神学者・講演者で禅と西洋心理学の統合を試みたアラン・ワッツがいた。ブライスは結婚し多忙な生活を送ったが、ある時自分の中のエネルギーが爆発するような体験をし、過去の経験が絶え間なく生々しく蘇り、そのヴィジョンの合間に僧侶のように何時間も瞑想して休息した。生活を立て直そうと除隊したが、精神を病んだと判断され父によって病院に収容され、統合失調症と診断されインスリン・ショック療法と電気ショック療法を受けた。体と心に強いショックを与えるこれらの治療は、彼には治療というより世間をはみ出したこと、精神を病んだことへの罰に思われた。病院への強制収容は1年に及び、その間に離婚を受け入れ、退院後は親族の会社の販売代理業を3年間淡々と続けた。1960年にカリフォルニアに向かった。
こうしてマーフィーとプライスは、サンフランシスコにあるオロビンドの弟子が作った小さな賄い付きの瞑想センター出会った。

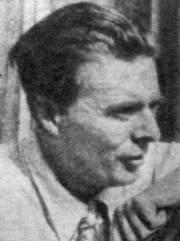
オルダス・ハクスリー

二人はエサレン設立前は無名だったが、マーフィーの祖母が所有するビッグサー海岸の小さな温泉（通称スレート温泉）を経営し、そこで宗教・哲学・心理学を探求し、人生の意味や可能性を探求するある種のフォーラムにするという、志のある、ベンチャービジネスのプランを考えるようになった。当時オルダス・ハクスリーは、ゲシュタルト療法やアレクサンダー・テクニークなどの身体開発法に注目し、組織だってこうした方法を活用し、人間の可能性を開く方法を研究するべきと考えていた。マーフィーとブライスは自分たちと似たヴィジョンを持つハクスリーに手紙で意見を求め、メキシコにある健康食・ヨーガ教室・自己改造のための講義をするという成長センターの先駆的リゾート施設を訪問し、そこでハクスリーの親友ジェラルド・ハードに会うよう勧められた。マーフィーとプライスはハードに会い、今が人類の転換点であり心理革命が必要であると確信をもって語る彼の熱意に圧倒され、自分たちのプロジェクトへの迷いがなくなった。
このプロジェクトのために、マーフィーは祖母が持っていたビッグサーの温泉の沸く土地を提供し、プライスは父の助けで資本を用意した。

### 設立後
彼らの指導原理は統合（synthesis）、つまり東洋と西洋の合流、古代と現代、科学と宗教、学問と芸術の統合であった。1962年1月にアラン・ワッツが講演を行い、夏には高名な心理学者のエイブラハム・マズローが訪れてエサレンに興味をもって初期の最も熱烈な支持者になり、彼の言葉はエサレンの教育機関としての価値の証明書になった。政治学者・ジャーナリストのW・T・アンダーソンは、「これまで一つに統合されなかった断片を統合して大衆にそれを紹介した。それによってエスリンは一つのサブ・カルチャーを創造した」のであり、「折衷的」であることが最も明確な方針であり貢献だったと評している。

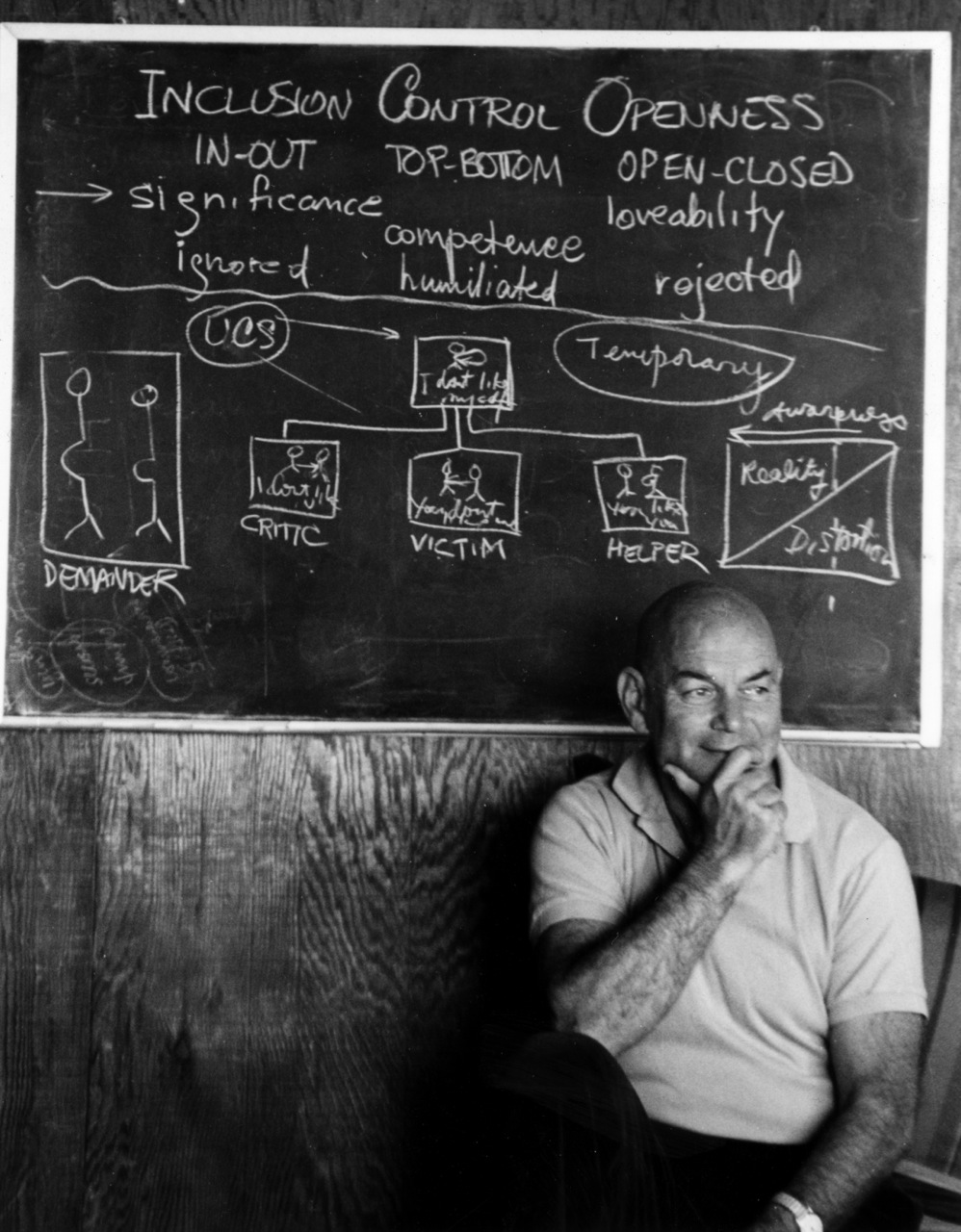
心理学者ウィリアム・シュルツ、1987年エサレンにて

ヒューマン・ポテンシャル運動では、心理療法のアプローチに東洋哲学が接合され、成長を助けるものとして瞑想を利用したが、特にエサレンはこれをグループで実験することに取り組んだ。1960年代には、フレデリック・パールズがエサレンに、直接的で真実の経験を目指すグループ・ゲシュタルト療法を導入した。初期のセミナーリーダーには、グレゴリー・ベイトソンがおり、のちにパールズらと共に、エサレンの長老のような存在になったエサレンには、当時の著名な心理学者や哲学者の大部分が訪れた。心理療法や心身技法の開発実験室のようなものになり、Tグループ（感受性訓練）やゲシュタルト療法なども利用して、人間の潜在能力の覚醒を目指す心理療法や身体開発のテクニックが恐ろしい勢いで開発され、様々なワークショップが開催された（→#ワークショップ）。
1960年代後半には、「エサレン・ブックス」というシリーズの出版が始まった。
1966 - 67年には、大きな雑誌で好意的な特集が組まれ、カリフォルニアには変革を予感させる空気が漂っていた。ヒッピーとの間にも目に見えて関わりができていた。エサレンは世間に知られるようになってきていたが、その影響はカリフォルニアが中心で、全国的な支持は得られていなかった。エンカウンターグループの本拠地というイメージもまだ定着していなかった。エサレンをモデルにした「成長センター」がこの頃生まれ、マーフィーはサンフランシスコにエサレンの支部を開いて様々なプログラムを開催し、ウィリアム・シュルツは大学の教職をやめてエサレンに移り、ここを自分流のエンカウンターの場にしようと計画し、ジョージ・レンナードはエンカウンターを人種問題撲滅に活用する試みを開始した。この時期エサレンの活動は爆発的に拡大することとなる。
セラピー的成長の熱狂の中、1968年に、最初の宿泊プログラムにいたスタッフの女性が、MDAというスピードと似た薬物の中毒で死亡した。エサレンが直接の原因ではないが無関係とも言えない事故死は、新しくて危険もある領域を開拓する過程で死者が出るとは思ってもみなかった人々にショックを与えた。さらにワークショップの参加者・スタッフで、フレデリック・パールズの元患者で元愛人の女性がライフルで自殺した。二つの死と、エンカウンターの危険性やシュルツとパールズの確執などもあり、エサレンの大きな試みであった長期の宿泊プログラムは1968年に4カ月に縮小された。1969年には、パールズの5日間プログラムを受けていた女性が浴槽で自殺している。当初激しい非難を受けたのはパールズだったが、時間がたつにつれ、パールズのゲシュタルト療法より、エンカウンター・グループに対して、危険ではないか、また自殺者が出るのではと批判がされるようになった。
1969年から70年に、1960年代の精神革命の試みに大きく貢献した3人の人物、ジェームズ・パイク、フレデリック・パールズ、エイブラハム・マズローがこの世を去った。
エサレンの指導者たちは有名になり、洪水のように多くの著作が出版された。エサレンに認められれば、どんな学問も実践も一気に全国的な名声を得ることができたので、内部には権力闘争も生まれ、黙想的で求道的だった初期から、体験的方法を提供するビジネスの面も大きくなっていった。しかし、ワークショップのリーダーたちに競合他社で働くことを禁止したり、勝手にプログラムを作るのを禁止するといった、ビジネスライクな行動はせず、エサレンが特別で他より優れていると主張することも、民間資格を発行することも、フランチャイズ事業をすることも、チェーン展開することもなく、宿泊プログラムの修了者が認定されたグループリーダーとして宣伝することも禁じていた。経営は上手なものではなく、あくまで非営利団体に留まっていた。スタッフの給料は安く、収益の多くをビッグサーでの建設に使った。
1977年にはサンフランシスコの支部を閉じたが、サンフランシスコの文化と人々のものの見方にエサレンの影響は大きく残っていた。
1970年代半ばには、リチャード・プライスはリーダーとして評価され信頼されていたが、彼はまだ精神病院時代の記憶に苦しんでおり、ヨーガやセラピー、マッサージ、サイケデリック薬物、過酷なハイキング、可能な限り激しいロルフィングを受けるなどして何とかしのいでいたが、新しい何かを求めていた。当時プネーにあったバグワン・シュリ・ラジニーシのアーシュラムもヒューマン・ポテンシャル運動のセラピストの実験場と化しており、数年間はエサレンとの交流も盛んであった。ラジニーシはエサレンから多くを学び、悟りに至る手助けとしてエンカウンターグループやゲシュタルト療法を取り入れ、暴力やセックスを含む過激な形で実施していた。プライスはラジニーシを知って感銘を受け、教えから多大な影響を受け、彼のアーシュラムを訪問したが、1か月の滞在の間に幻滅し、そこを去った。プライスはメールオーダーでラジニーシのサニヤーシンとなっており、1972年にラジニーシのアーシュラムを訪れてセラピーを受けたが、そのとき別のセラピーで腕を折られた人がいたという。そこでプライスは、ラジニーシ・アーシュラムでの、感情を誤った方向に発散させる過激なセラピーの実態を知り、帰国後ラジニーシに抗議の手紙を送った。結果的にエサレンはラジニーシとの関係を絶つことになった。
その後、プライスはジェニー・オコナーというイギリス人霊媒 - 彼女は自分を天界第1位の輝星シリウスを基地にする人間ではない9つの存在の霊媒であると主張していたため、「ナイン」とも呼ばれた - に偏向するようになり、彼女の自動書記をセラピーに活用する実験を続けた。管理者レベルの主要スタッフには、オコナーの活用を懸念する人もいたが、プライスはその2人をクビにし、エサレンには大きな衝撃が広がった。オコナーはエサレンのスタッフになり、エサレンの一部の人々はスピリチュアルなものに過度にオープンになっていた。
また、マーフィーは超能力とスポーツを研究してエサレンの方向性に変化を与え、1971年にソ連を訪問して、転生や超能力の研究など、ヒューマン・ポテンシャル運動とよく似た潮流がおきていることに気付き、これを育ててアメリカの潮流と結びつけようと考え、1979年から本格的にソ連と協力し交流した。マーフィーは、スポーツマンであると同時にゴルフをするヨーガ行者であった。1970年代にはジョギング・ブームがあって健康志向が強まり、「身体の癒し」と「精神世界」が結びつけられて、エスリンにスポーツ・センターが開設された。アメリカではオイゲン・ヘリゲルの『弓と禅』がよく読まれるようになり、ティモシー・ガルウェイは『テニスのインナーゲーム』（The Inner Game of Tennis、精神的ゲームとしてのテニス）『ゴルフのインナーゲーム』（The Inner Game of Golf、精神的ゲームとしてのゴルフ）などを書いたが、このようなスポーツにおけるスピリチュアリティへの関心は、マーフィーによって開発されたものである。
マーフィーとジェームズ・ヒックマンという若者が、心霊治療からマラソンの記録まで人間の心身の超常現象をテーマとする論文のアーカイブを作る「エサレン協会・変容プロジェクト」を始め、1万2千点の論文が集められた。

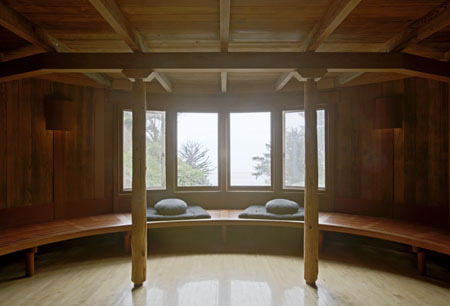
エサレンの瞑想室

1980年代には、エサレンは新しい発見の場ではなくなっていった。ヒッピー運動の最後の拠点のような雰囲気があり、新しさよりむしろ郷愁を伴って語られる存在になっていた。しかし事業としては経営の危機を乗り越えて安定した収益を上げるようになり、自然エネルギーを活用し有機農業を行うリゾート、セミナー、静養の場であり、様々な国の人々が集う国際的な場になった。
プライスは1985年にハイキング中の落石事故で亡くなるまで協会を運営した。2012年、理事会は資金調達の支援と協会の採算性の維持のために複数の専門的な幹部職員を雇用した。
2017年2月、温泉の片方の側に接するハイウェイ1号線が土砂崩れで封鎖されると、協会は陸の孤島となった。協会は扉を閉ざし、来客をヘリコプターで退避させ、少なくとも限定的なワークショップの提供を再開する7月までは、スタッフの90%の一時解雇を強いられた。また、協会は若い世代に関連性のあるテーマを含むように、提供するワークショップを改訂することに決めた。
2017年7月現在、道路の封鎖に起因する交通制限のため、温泉はエサレンの来客だけが利用できる。

## ワークショップ
最初は講演や討論の場であったが、頭で考えることより、エンカウンターグループやゲシュタルト療法、マッサージやボディワークなどで感情や感覚を開発し、体を目覚めさせることが重視されるようになった。美術や音楽、詩など芸術に関する活動も多かった。エサレンの体験の基礎には、体のアウェアネス（気づき）、ヨーガと瞑想、ファンタジーと視覚化、マッサージ、感覚の目覚めの演習があった。また、これらとスポーツの統合も試みられた。マーフィーのスポーツ観は独創的なもので、心と体の超越的なダンスであり、意識変容をもたらしうるものと考えていた。
参加者たちは、裸という欧米人にとって恥ずかしい姿で温泉に入るチャレンジを乗り越え、海岸の自然を楽しみ、おいしい食事を食べ、マッサージを受け、ワークショップに参加した。ビックサーの自然の美しさはエサレンの強みであり、多くの参加者の心をとらえた。
1960年代半ばの政治的・文化的・技術的な変革の時代のはじまりを背景に、エサレンは社会の変革を目指す活動家の組織にもなっていった。白人と黒人、人種間の理解を目指す人種間エンカウンターグループが定期的に行われた。しばらくの間成功をおさめ、エサレンは人種間の葛藤解決のためのセンターという役割を担った。1960年代末には非常にうまくいっていたが、1968年に白人スタッフと黒人のグループ助手2人の些細なトラブルから炎上し、この試みは終わってしまった。
エンカウンター最盛期に行われたグループ経験は、なにも抑制すべきでないと考えられており、極限まで自分をオープンにするよう促され、苛烈で容赦なく、疲れ果ててしまうほど激しいものだった。その経験は、多くの場合は怒りに満ちており、怒りを体のぶつかり合いで表現することも、ある程度は許されていた。誰かを殺したり怪我をさせることは禁じられていたが、エンカウンターグループの手法が過激化し、人を傷つけたり、暴力が振るわれることも少なくなかった。こうしたワークショップで精神状態が悪化し、自殺する人もいた。
また、エサレンの効果は一時的だったので、改善を試みて1965年には宿泊プログラムが行われるようになった。
1970年代の後期から80年代初期に、外部からの批判に応える形で、社会的・政治的問題についてのプログラムも企画されたが、ほとんどが参加者が足りずにキャンセルされた。
1980年代にはワークショップの内容は標準化し、主力商品の週末または5日間のワークショップでは、以前と変わらずゲシュタルト療法、気づきのワークショップ、グループ経験、からだの謳歌、東洋の宗教と、それに比べて少ないが西洋の宗教も行われている。一方、心理損傷の危険のある激しいグループ経験をやめる努力がなされ、エンカウンターグループという言葉は聞かれなくなった。
また、長く滞在して生活を立て直したいという人々のために、最初エサレンに支払いをし、ここで働き、徐々に少額の給料が払われるようになり、スタッフとして働くという1 - 3カ月の「労働・学習プログラム」が行われるようになった。週末だけのワークショップの参加者もボランティアで働くことがあり、これはカルマ・ヨーガと呼ばれている。
ヒューマン・ポテンシャル運動にはスピリチュアリティと富を同時に求める傾向があり、エサレンでも他の心理療法とスピリチュアル・センター、代替センター同様に、成功意識や、金銭的成功に近づきスピリチュアリティを深める方法について、イベントやワークショップが定期的に開催されている。

## 自由と自己責任
参加者は、素晴らしい経験をする人もあれば、最悪の経験をする人もいた。一部の人は幸運なことにエサレンでの危険性のあるチャレンジに成功し、エンカウンターグループでの経験をその後の生活に生かすことができた。ここでの経験を通し精神が不安定になったり、狂気に陥る人もいたが、エサレンのリーダーの一人である心理学者ウィリアム・シュルツは、自分で責任を取るなら何をしても良いと考え、どんな結果でも自分で挑戦したのだから自己責任であると答えていた。
マーフィーの友人ワーナー・エアハードは、ヒューマン・ポテンシャル運動の成果を取り入れ、アメリカの伝統的な成功哲学やニューソート的なポジティブシンキング、セルフヘルプ、セールスマン精神を取り入れて作った自己啓発セミナーのエアハード式セミナー・トレーニング（略称：est、エスト）は、自己責任を強調し、「すべての人間は自分の人生を全く自分で作るものであり、どんなことが起こっても自分に責任がある」という、100％現実を自己に帰するポジティブシンキングを綱領に掲げて活動した。この綱領には、常識と社会意識、他者への共感が欠如していた。「全ては個人の責任」だというエサレンの倫理は、ワークショップに参加することの冒険的な面と利点を表し、同時に外部からの非難を防ごうとする対応でもあったが、そうしたバランス感覚は失われていった。W・T・アンダーソンは、全宇宙を人間の意思で従わせることができるという狂信のようなものになっていったと述べている。ヒューマンポテンシャル運動では、estが導入したポジティブシンキング、人の意志と思考に無限の可能性があるとし、現実はその人の思考次第だとする考えを受容する人もそれほど受容しない人もいたが、その影響は大きかった。ウィリアム・シュルツはestの影響を強く受け、人が望まずに環境の犠牲になることはなく、自然の法則が機能するのは望んだときだけであり、人は人生を支配することができ、人は犠牲になりたいと思った時にだけ犠牲になるのだと主張するようになった。

## 薬物とセックス
公式には薬物の使用は認められていなかったが、LSD等の薬物が隠れてかなり使われていた。宗教学者の大田俊寛は、「同研究所は公式にはドラッグの使用を禁じていたが、実際にはLSDの常用者に溢れ、当局から麻薬摘発の警告を受けるたびに、スタッフは大量の薬物を海に投棄しなければならなかった。」と述べている。
幻覚剤MDMA（通称エクスタシー）の歴史においても、エサレンは重要な役割を果たしており、1982年にロバート・フォルテとデビー・ハーロウの2人が、参加者が沈黙を誓ったワークショップで時々MDMAを使うようになり、他のワークショップでも使用された。MDMAの使用が犯罪になる前の数年間、おそらく何百人もの訪問者と教師がエサレンでMDMAを体験した。
エサレンではサイケデリックについての講座が開催され、参加者は個人的に薬物を持ち込んでエサレンの敷地で使用していた。1980年代初頭、セラピストの緩やかな集まりである the Association for the Responsible Use of Psychedelic Agents（ARUPA）は、エサレンで招待客を対象にサイケデリック療法に関する会議を開催し、1985年にはMDMA療法に関する初の科学会議も開催した。スタッフは薬物を試してハイになった状態でエンカウンターグループに参加したらどうなるか研究することが仕事だと考えており、エサレンにはあらゆる種類の薬物があった。グループ経験では、なにも抑制せず、自分を開き、向かい合うことが極限まで推奨されていた。性の抑制を捨て快楽を追求することも試みられ、自己実現や人間の可能性の追求というテーマとマッチすると考えられていた。自由と自己責任の思想を背景に、スタッフたちは薬物とセックスにもっぱら関心を向けた。スタッフにとっても参加者にとっても、多くの人が集うエサレンはよいハンティングの場であり、率直さの推奨されるグループ経験では他人と親しくなりやすいため、多くのカップルができた。
とはいえ、エサレンはイメージされるほど「セックスのびっくりハウス」だったわけではなく、時々グループ経験としてグループ・セックスをするというアイデアが出されることはあったが、実現はされず、ヌード・セラピーやセックス・セラピーは行われず、性と自由の強調には比較的節度があった。

## 「破滅的カルト」との関係
活動が深まるにつれ負の側面も現れていき、女優のシャロン・テートなどを殺害したチャールズ・マンソンのファミリーや、オレゴン州に巨大な宗教コミューンを作って地域社会と対立したラジニーシ教団といった、「破滅的カルト」と称される団体とも間接的に関係が生じた。ヒューマン・ポテンシャル運動の主要人物の幾人かがラジニーシ教団に改宗し、彼らと共に多くのクライエントも教団のフォロワーとなった。マンソンはシャロン・テートを殺害する数日前にエサレン協会を訪問し、即席のコンサートを開催していた。

## 世間の反応
エサレンでの体験に感動した人、その活動を好意的に評価する人もいた。1966年夏には、『ルック』カリフォルニア特集号で、ヒューマン・ポテンシャル運動とその周辺の文化・運動が取り上げられ、「目覚めた人々」という見出しのついた、マーフィーの素晴らしい笑顔の大きな写真と、エサレンを訪問したことのある指導者たちが取り上げられていた。1967年にはカリフォルニアには、変革を予感させる空気が漂っており、 『タイム』誌で好意的な特集が組まれた。カール・ロジャースに学んだ畠瀬稔によると、1960年代後半の南カリフォルニアでは、エンカウンターグループを中心としたワークショプのセンターが数箇所あり、ほぼ毎日様々なプログラムを提供し、一般に広く認知され多くの人が参加していたという。畠瀬は「そこには、偽りのない自分と他人、いや"人間"というものの発見があった。そして、何よりも"信頼"と"愛"が満ちていた。創造性の開発も、不適応の克服も、人間関係の改善も、ここから始めることができるという実感がみなぎっていた」と当時の様子を語っている。1970年代初期には全国に知られるようになり、ヒューマン・ポテンシャル運動の頂点に盤石の地位を築いていた。
1970年代半ばには、エサレンに対する一般のイメージは初期に比べて低下しており、エサレンやヒューマンポテンシャル運動に対し、批判的だったり嘲笑的な意見が増え、右翼からも左翼からも攻撃されるようになっていた。奔放なセックスや薬物の使用への批判、人間の問題を「心理化」しており、制度的な権力構造を見ずに人間関係や人間の内部に焦点を狭めることで政治や社会への興味を失わせており、ヒューマン・ポテンシャル運動は潜在的に保守であるという意見、ナルシシズムへの告発、単なるカウンターカルチャーにすぎず、無責任なエリートの暇つぶしであり、精神的飢餓に病んだブルジョアのための軽薄な避難所であるという見方があった。
また、エサレンでは「考えることをやめて感覚にかえれ」というメッセージが発せられ、頭で考えることは批判され、過度に感情的だったり身体的であっても非難されない傾向があった。エサレンは反知性的で中身がない、過度に楽観主義、人間の進歩についての見方がひどく皮相的であるなどの批判もあった。エイブラハム・マズローは、感じることと同じように考えることも教えるべきだと主張し、ロロ・メイは、人間の暗い面を見ようとしないことに懸念を示した。
1980年代には、エサレンは先進的な場所とみなされなくなっており、マスコミがヒューマン・ポテンシャル運動の希望と危険性を取り上げることもなくなった

## 影響
エサレンを中心としたヒューマン・ポテンシャル運動の価値体系は、今日社会に広く普及している興味関心の先駆けであり、現代の西洋社会において、最も重要で影響力の大きな勢力である。ヒューマン・ポテンシャル運動では多様な心理学の理論やアプローチ、運動が発展し、自助団体の多くもここから生まれている。エサレンで開発された技法の多くは、伝統的なセラピーやカウンセリングに取り入れられ、膨大な自助的な心身治療の方法が作られた。ニューエイジや代替スピリチュアリティの実践も多く形成され、東洋に根差した宗教、進歩的なキリスト教、また様々な非宗教的な運動への影響も大きい。
1970年代初期には、エサレンを真似た「成長センター」が世界中に100以上できた（うち定期的にワークショップを開いていたものが30～40程度）
エサレンの成果は、ワーナー・エアハードのestなど、自己啓発セミナーという営利行為にも使われた。日本で最も大きい自己啓発セミナーの系統ライフダイナミックスの元であるライフスプリングのトレーニングは、エサレンにいた心理学者ジョン・エンライト(John Enright)が設立者たちと共にを開発した。自己啓発セミナーから派生したコーチングも、エサレンでの潜在能力開発実験に発しており、コーチングをビジネスの世界に導入したのもエサレンの関係者である。
エサレンを中心としたヒューマン・ポテンシャル運動は、周辺から主流文化へと拡大し、人間性心理学会や様々な訓練組織などの公の組織の中にも見られるようになった。また、その方法論は、教員養成大学や大学の講座、管理職教育や組織開発にも取り入れられ、社会に大きな変化を起こした。企業の哲学、実践、教育への影響も大きく、荒々しい競争に変わってストレス管理が広く重視されるようになるなど、柔軟に社会に浸透している。